# Xã Lone Rock, Quận Moody, Nam Dakota
Xã Lone Rock (tiếng Anh: Lone Rock Township) là một xã thuộc quận Moody, tiểu bang Nam Dakota, Hoa Kỳ. Năm 2010, dân số của xã này là 99 người.